# Klein Wesenberg
Klein Wesenberg (niederdeutsch Lütt Wasenbarg) ist eine Gemeinde im äußersten Osten des Kreises Stormarn in Schleswig-Holstein. Klein Schenkenberg und Heidberg liegen im Gemeindegebiet.

## Geschichte
Klein Wesenberg wurde erstmals 1251 in einem Kaufvertrag des Klosters Reinfeld erwähnt. Das Dorf dürfte jedoch erheblich älter sein. Seit 1358 hatte das Kloster die Herrschaft über den Ort. Mit der Einführung der Reformation und der damit verbundenen Aufhebung der weltlichen Rechte des Klosters kam der Ort zum alten landesherrlichen Amt Reinfeld.
Mit der Niederlegung des Vorwerk Klein Wesenberg 1743 wurde auch die Leibeigenschaft aufgehoben. Nach der Annexion Schleswig-Holsteins durch Preußen 1867 wurde der Ort in den neu gegründeten Kreis Stormarn eingegliedert. Die seit dem 12. Jahrhundert nachgewiesene Kirche wurde durch ein Gewitter zerstört und im Jahre 1882 an derselben Stelle wieder aufgebaut.
Die Einführung der preußischen Kommunalverfassung 1889 machte Klein Wesenberg zum Sitz des gleichnamigen Amtsbezirkes, dem außerdem noch Ahrensfelde, Klein und Groß Barnitz, Klein Schenkenberg, Westerau und die Gutsbezirke Trenthorst und Wulmenau angehörten. 1948 wurde der Amtsbezirk aufgelöst und Klein Wesenberg kam zum Amt Reinfeld-Land. Mit der Amtsreform 1972 gelangte der Ort zum Amt Nordstormarn.
Klein Schenkenberg

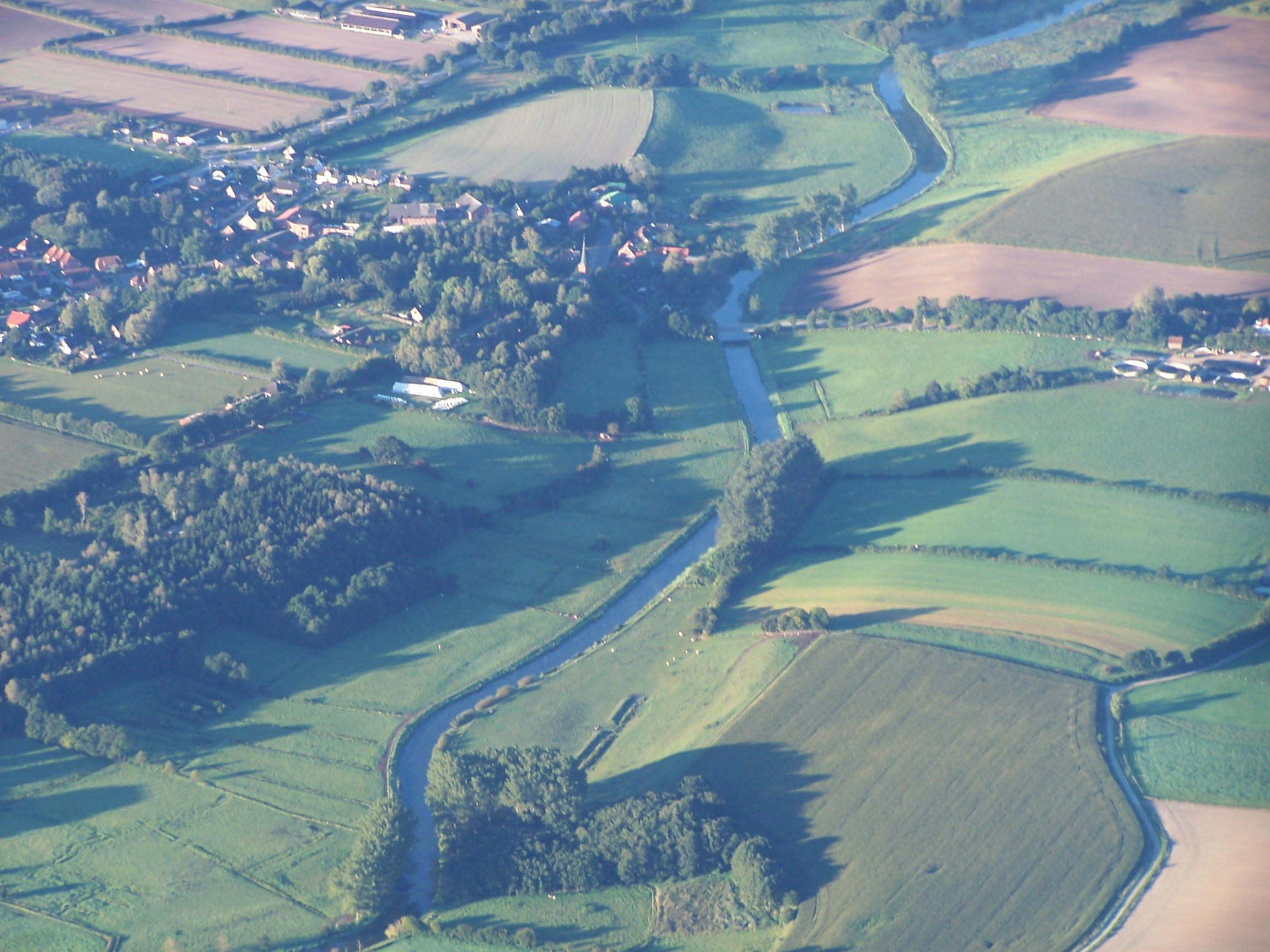
Die Trave zwischen Klein Wesenberg (links) und Groß Wesenberg, einem Ortsteil von Wesenberg

Gegründet wurde Klein Schenkenberg wahrscheinlich Ende des 12. Jahrhunderts vom Kloster Reinfeld. Die erste urkundliche Erwähnung erfolgte 1428. Mit der Reformation gelangte der Ort zum landesherrlichen Amt Reinfeld. 1671 wurde es dem landesherrlichen Amt Rethwisch zugeordnet. Die Leibeigenschaft wurde 1743 aufgehoben. Mit Annexion Schleswig-Holsteins durch Preußen wurde Klein Schenkenberg 1867 dem neuen Kreis Stormarn zugeordnet. Die Einführung der preußischen Kommunalverfassung 1889 brachte die Zugehörigkeit zum Amtsbezirk Klein Wesenberg. Nachdem das Dorf 1948 zum Amt Reinfeld-Land gekommen war, wechselte es 1972 zum Amt Nordstormarn.

## Eingemeindungen
Am 1. Januar 1974 erfolgte die Eingemeindung von Klein Schenkenberg nach Klein Wesenberg. Klein Schenkenberg hatte damals 50 Einwohner.

## Religion
Ein eigenes Kirchspiel ist für den Ort seit dem 13. Jahrhundert nachgewiesen. Die Kirche erwarb 1666 für sechs Mark die alte steinerne Fünte aus Kalkstein von der Insel Gotland aus dem Lübecker Dom.

## Politik

### Gemeindevertretung
Bei der Kommunalwahl am 14. Mai 2023 wurden insgesamt elf Sitze vergeben. Von diesen erhielt die Allgemeine Aktive Wählervereinigung fünf Sitze und die Freie Wählergemeinschaft und Aktiv - Anders - Agil jeweils drei Sitze.

### Bürgermeister
Bürgermeister war seit 1996 bis zu seinem Tod Ende Juli 2022 Herbert David (AAW).

## Wappen
Blasonierung: „Von Gold und Silber durch einen breiten blauen Wellenbalken gesenkt geteilt. Oben eine rote Kirche mit goldenen Fenstern und Türen, unten zwei gekreuzte grüne Ähren.“

## Kultur und Sehenswürdigkeiten
In der Liste der Kulturdenkmale in Klein Wesenberg stehen die in der Denkmalliste des Landes Schleswig-Holstein eingetragenen Kulturdenkmale.